# David Burnett
David Burnett (...) è un fotografo statunitense.
Le sue fotografie della Rivoluzione iraniana del 1979 furono abbondantemente utilizzate dal Time, incluso il suo ritratto dell'Ayatollah Khomeini, eletto uomo dell'anno dalla rivista.
Laureatosi presso il Colorado College nel 1968 inizia a lavorare come fotografo freelance per Time e Life, prima negli Stati Uniti ed in seguito in Vietnam. Dopo due anni in Vietnam, entra a far parte dell'agenzia di stampa francese Gamma, che lo fa viaggiare per il mondo per due anni.
Nel 1975 è fra i fondatori di una nuova agenzia di stampa, la Contact Press Images a New York. Negli ultimi tre decenni David Burnett ha viaggiato in tutto il mondo, lavorando per molte delle più importanti riviste negli Stati Uniti ed in Europa. Ha fotografato le Olimpiadi del 2004 con una serie di macchine fotografiche d'epoca, ottenendo il plauso del The New York Times per i risultati ottenuti. Nel 2009 Burnett ha pubblicato una raccolta di scatti inediti del cantante Bob Marley, intitolata Soul Rebel.
Nel corso della sua carriera Davide Burnett ha vinto dozzine di premi, fra cui il Robert Capa Gold Medal nel 1973 (insieme a Raymond Depardon e Charles Gerretsen) per i suoi servizi in Cile, il Magazine Photographer of the Year da parte della National Press Photographers Association, ed il World Press Photo of the Year 1979